# Lubycza Królewska (gmina)
Pour les articles homonymes, voir Lubycza Królewska (homonymie).
Lubycza Królewska est une gmina mixte ou urbaine-rurale (gmina miejsko-wiejska) du powiat de Tomaszów Lubelski, dans la Voïvodie de Lublin, dans l'est de la Pologne, à la frontière avec l'Ukraine.
Son siège administratif (chef-lieu) est la ville de Lubycza Królewska, qui se situe environ 16 kilomètres (km) au sud-est de Tomaszów Lubelski (siège du powiat) et 123 kilomètres au sud-est de la capitale régionale Lublin (capitale de la voïvodie).
La gmina couvre une superficie de 208,9 km2 pour une population de 7 115 habitants en 2006.

## Histoire
De 1975 à 1998, la gmina est attachée administrativement à l'ancienne voïvodie de Zamość.

Depuis 1999, elle fait partie de la nouvelle voïvodie de Lublin.

## Géographie
Outre la ville de Lubycza Królewska, la gmina inclut les villages (sołectwa) de:

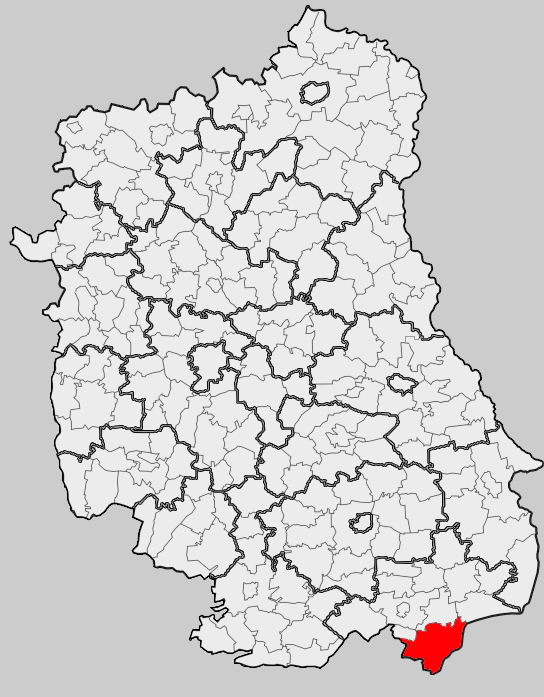
Position de la gmina dans la voïvodie

- Brzeziny
- Bukowinka
- Dęby
- Gruszka
- Hrebenne
- Hrebenne-Osada
- Huta Lubycka
- Jalinka
- Kniazie
- Kornie
- Łazowa
- Lubycza Królewska
- Mosty Małe
- Mrzygłody Lubyckie
- Myślatyn
- Nowe Dyniska
- Nowosiółki Kardynalskie
- Nowosiółki Przednie
- Nowy Machnów
- Pawliszcze
- Potoki
- Ruda Lubycka
- Ruda Żurawiecka
- Ruda Żurawiecka-Osada
- Rudki
- Siedliska
- Stary Machnów
- Szalenik
- Teniatyska
- Wierzbica
- Wólka Wierzbicka
- Zatyle
- Zatyle-Osada
- Żurawce
- Żurawce-Osada

### Gminy voisines
La gmina de Lubycza Królewska est voisine des gminy de
- Bełżec
- Horyniec-Zdrój
- Jarczów
- Narol
- Tomaszów Lubelski
- Ulhówek

Elle est également frontalière de l'Ukraine.

## Structure du terrain
D'après les données de 2002, la superficie de la commune de Lubycza Królewska est de 212,1 kilomètres carrés, répartis comme telle :
- terres agricoles : 65 %
- forêts : 27 %

La commune représente 14,26 % de la superficie du powiat.

## Démographie
Données du 30 novembre 2007
| Description        | Total  | Total | Femmes | Femmes | Hommes | Hommes |
| ------------------ | ------ | ----- | ------ | ------ | ------ | ------ |
| Unité              | Nombre | %     | Nombre | %      | Nombre | %      |
| Population         | 6 956  | 100   | 3 476  | 49,7   | 3 480  | 50,3   |
| Densité (hab./km²) | 33,9   | 33,9  | 16,8   | 16,8   | 17     | 17     |